# Tamao Nakamura
Pour les articles homonymes, voir Nakamura.
Tamao Nakamura (中村 玉緒, Nakamura Tamao), née le 12 juillet 1939 dans l'arrondissement de Sakyō-ku à Kyoto, est une actrice japonaise.

## Biographie
Elle a joué dans un très grand nombre de films et drama télévisés depuis ses débuts en 1953. Elle est veuve du populaire acteur Shintarō Katsu et fille de l'acteur Ganjirō Nakamura.

## Filmographie partielle

### Cinéma
- 1954 : Zenigata Heiji torimono hikae: Yūrei daimyō (銭形平次捕物控 幽霊大名?) de Mitsuo Hirotsu (ja)
- 1955 : Kankanmushi wa utau (かんかん虫は唄う?) de Kenji Misumi
- 1955 : Le Héros sacrilège (新・平家物語, Shin heike monogatari?) de Kenji Mizoguchi
- 1955 : Fukushū jōrurizaka (復讐浄瑠璃坂?) de Buntarō Futagawa et Kyōtarō Namiki
- 1956 : Trois femmes autour de Yoshinaka (新平家物語 義仲をめぐる三人の女, Shin heike monogatari: Yoshinaka o meguru sannin no onna?) de Teinosuke Kinugasa
- 1956 : Conte des chrysanthèmes tardifs (残菊物語, Zangiku monogatari?) de Kōji Shima
- 1956 : Les Sœurs de Gion (祇園の姉妹, Gion no kyodai?) de Hiromasa Nomura
- 1956 : Hana no kyōdai (花の兄弟?) de Kenji Misumi
- 1956 : Orizuru nana henka (折鶴七変化?) de Kimiyoshi Yasuda
- 1956 : Zoku orizuru nana henka (続折鶴七変化?) de Kimiyoshi Yasuda
- 1956 : Zenigata Heiji torimono hikae: Hitohada kumo (銭形平次捕物控 人肌蜘蛛?) de Kazuo Mori
- 1956 : Tsukigata Hanpeita (月形半平太 花の巻 嵐の巻, Tsukigata Hanpeita: Hana no maki, arashi no maki?) de Teinosuke Kinugasa
- 1956 : Abare tobi (あばれ鳶?) de Kazuo Mori
- 1957 : Une histoire d'Osaka (大阪物語, Osaka monogatari?) de Kōzaburō Yoshimura
- 1957 : Le Roman de Genji - Ukifune (源氏物語 浮舟, Genji monogatari: Ukifune?) de Teinosuke Kinugasa
- 1957 : Akadō Suzunosuke (赤胴鈴之助?) de Bin Katō (ja)
- 1957 : Nanbanji no semushi otoko (南蛮寺の佝楼男?) de Torajirō Saitō
- 1957 : Akadō Suzunosuke: Asukaryū shinkū giri (赤胴鈴之助 飛鳥流真空斬り?) de Kimiyoshi Yasuda
- 1957 : Akadō Suzunosuke: Shingetsu-tō no yōki (赤胴鈴之助 新月塔の妖鬼?) de Kimiyoshi Yasuda
- 1957 : Akadō Suzunosuke: Ippon ashi no majin (赤胴鈴之助 一本足の魔人?) de Kimiyoshi Yasuda
- 1958 : La Vengeance des loyaux serviteurs (忠臣蔵, Chūshingura?) de Kunio Watanabe : Midori
- 1958 : Le Pavillon d'or (炎上, Enjō?) de Kon Ichikawa
- 1958 : Les Carnets de route de Mito Kōmon (水戸黄門漫遊記, Mito Kōmon man'yūki?) de Kenji Misumi : Okinu
- 1960 : Le Fils de famille (ぼんち, Bonchi?) de Kon Ichikawa
- 1960 : Le Passage du grand Bouddha (大菩薩峠, Daibosatsu tōge?) de Kenji Misumi
- 1960 : Le Masseur Shiranui (不知火検校, Shiranui kengyō?) de Kazuo Mori
- 1961 : La Condition de l'homme: La prière du soldat (人間の條件, Ningen no joken III?) de Masaki Kobayashi
- 1961 : Dix femmes en noir (黒い十人の女, Kuroi jūnin no onna?) de Kon Ichikawa
- 1963 : La Poupée brisée (越前竹人形, Echizen take ningyō?) de Kōzaburō Yoshimura
- 1963 : Nemuri Kyōshirō sappōjō (眠狂四郎殺法帖?) de Tokuzō Tanaka : Chisa
- 1965 : Kyōshirō Nemuri : Le Sabreur et les Pirates (眠狂四郎炎情剣, Nemuri Kyōshirō enjōken?) de Kenji Misumi : Nui
- 1967 : Brassard noir dans la neige (雪の喪章, Yuki no moshō?) de Kenji Misumi : Sei
- 1979 : Shōdō satsujin: Musuko yo (衝動殺人 息子よ?) de Keisuke Kinoshita : Kitamura
- 1992 : Le Fleuve sans pont (橋のない川, Hashi no nai kawa?) de Yōichi Higashi

### Drama
- 1998 : Akimahende! (あきまへんで！?)

### Émissions de télévision
- Sanma no Super Karakuri TV

## Distinctions

### Récompenses
- 1961 : prix Blue Ribbons de la meilleure actrice dans un second rôle pour Le Fils de famille et Le Passage du grand Bouddha[1]
- 1964 : prix Mainichi de la meilleure actrice dans un second rôle pour La Poupée brisée[2]
- 1993 : Nikkan Sports Film Award de la meilleure actrice dans un second rôle pour Le Fleuve sans pont
- 2008 : prix Kinuyo Tanaka[3],[4]